# مارپسا داون

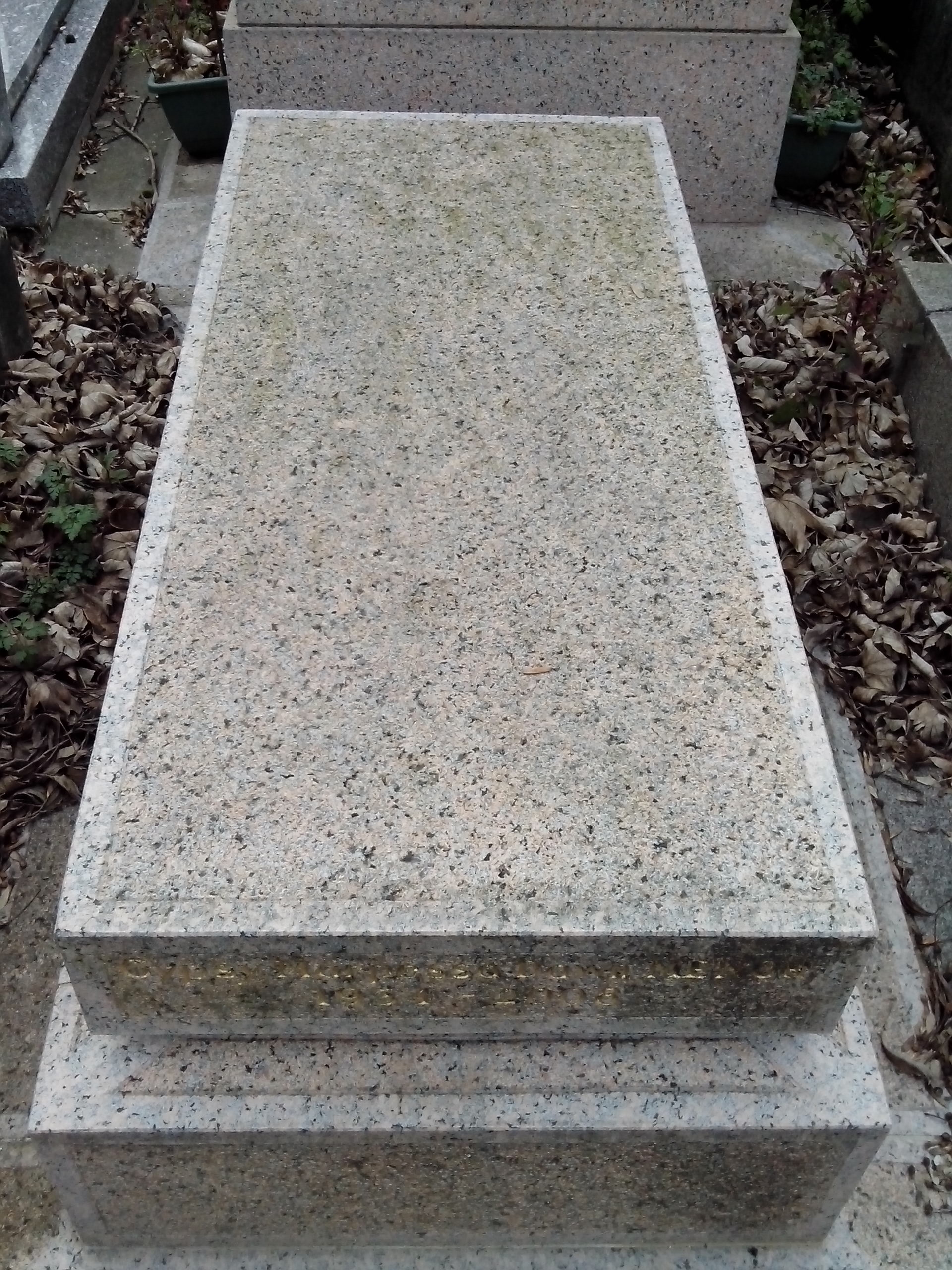

جیپسی مارپسا داون منور (انگلیسی: Gypsy Marpessa Dawn Menor؛ ۳ ژانویهٔ ۱۹۳۴ – ۲۵ اوت ۲۰۰۸) هنرپیشه، خواننده و رقاص اهل ایالات متحده آمریکا بود.

## گزیده فیلمشناسی
از فیلم‌ها یا برنامه‌های تلویزیونی که وی در آن نقش داشته‌است می‌توان به آثار زیر اشاره کرد.
- اورفه سیاه (۱۹۵۹)
- فیلم دلپذیر (۱۹۷۴)